# Africanus Horton (krater)
Africanus Horton är en nedslagskrater på planeten Merkurius, med en diameter på ungefär 140 kilometer.
1976 uppkallades kratern efter författaren Africanus Horton.